# Fernando Ferreira
Fernando Carvalho Ferreira, född 13 december 1994, är en brasiliansk friidrottare som tävlar i höjdhopp. Han deltog vid olympiska sommarspelen 2020 och 2024.
Ferreira har blivit brasiliansk mästare i höjdhopp fem gånger (2014, 2017, 2021, 2023 och 2024).

## Personligt rekord
- Höjdhopp: 2,30 m, 1 juli 2017 i São Bernardo do Campo